# Хавзава
Хавзава (азерб. Havzova тал. Havzava) — село в Ленкоранском районе Азербайджана.

## История
Село основано 215 лет назад, в результате переселения горских талышей на равнину.
На горах расположенных возле села, построен Истису, по-талышски будет ("Гамов"- "Гам" - горячая, и "Ов" - вода)
По сведениям 1859—1864 годов Кавказского стататистического комитета в селе Хавзава проживало 87 человек талышской национальности в 15 дворах, мусульмане шиитского вероисповедания.

## Известные уроженцы
- Ширали Ахундов — заместитель председатель Краевого Совета Муганской Советской республики. Ферма в селе Хавзава и средняя школа № 1 города названы в честь.

## Образование
В 2008 году в селе была официально открыта школа имени А. Алиева.

### Природа

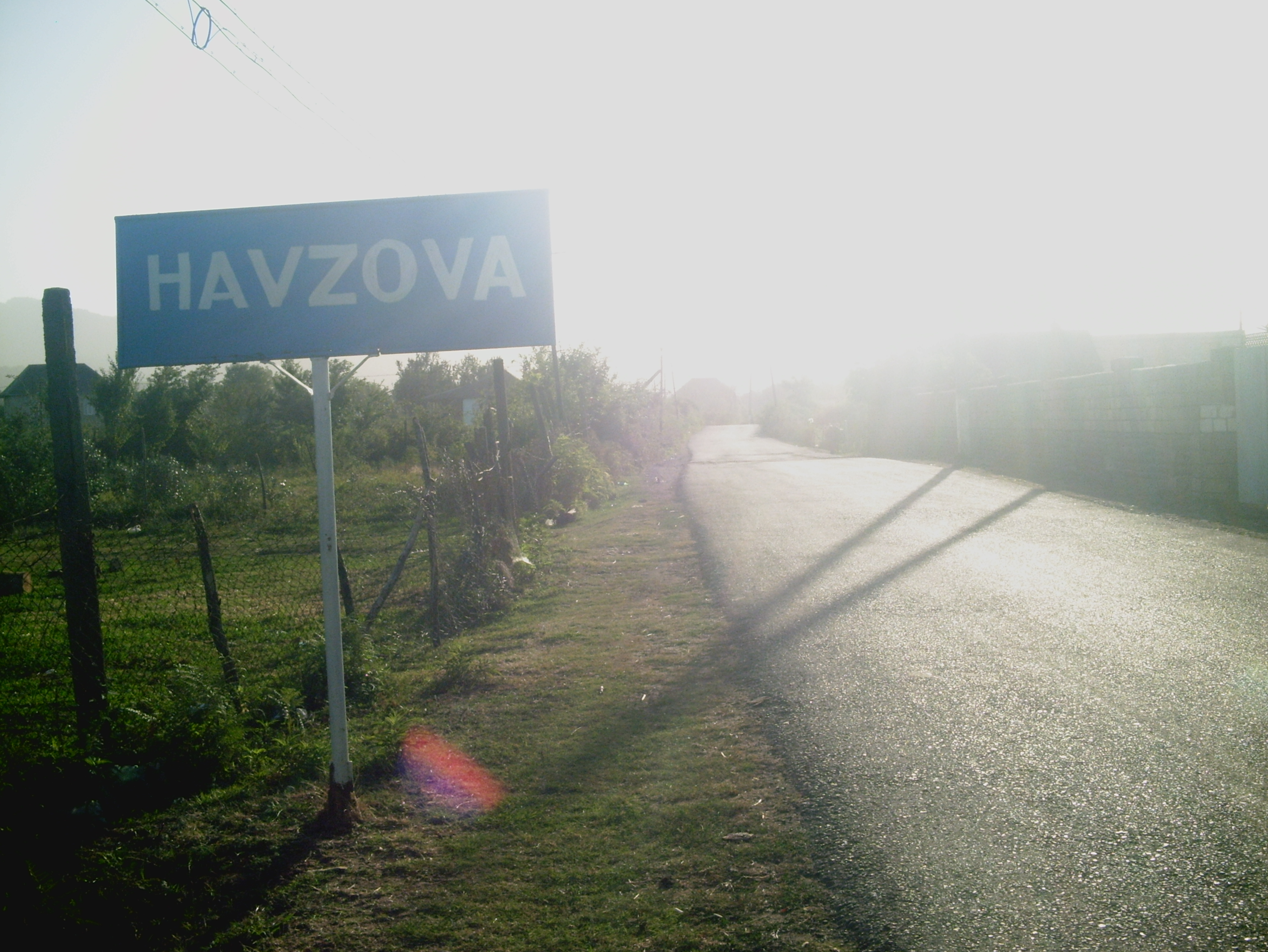